# Consejo Permanente de la Organización de los Estados Americanos
El Consejo Permanente de la OEA depende directamente de la Asamblea General y tiene la competencia que le asignan la Carta y otros instrumentos interamericanos, así como las funciones que le encomiende la Asamblea General y la Reunión de Consulta de Ministros de Relaciones Exteriores.
Vela por el mantenimiento de las relaciones de amistad entre los Estados Miembros y, con tal fin, ayuda de una manera efectiva en la solución pacífica de sus controversias.  Ejecuta aquellas decisiones de la Asamblea General o de la Reunión de Consulta de Ministros de Relaciones Exteriores cuyo cumplimiento no hayan sido encomendados a ninguna otra entidad.  Vela por la observancia de las normas que regulan el funcionamiento de la Secretaría General, y cuando la Asamblea General no estuviere reunida, adopta las disposiciones de índole reglamentaria que habiliten a la Secretaría General para cumplir sus funciones administrativas.  Actúa como Comisión Preparatoria.  Prepara, a petición de los Estados Miembros, proyectos de acuerdo para promover y facilitar la colaboración entre la OEA y la ONU y otros organismos americanos. Formula recomendaciones a la Asamblea General sobre el funcionamiento de la Organización y la coordinación de sus órganos subsidiarios, organismos y comisiones.  Considera los informes de los órganos, organismos y entidades del sistema interamericano y presenta a la Asamblea General las observaciones y recomendaciones que estime del caso.
Actúa provisionalmente como Órgano de Consulta de conformidad con lo dispuesto en el artículo 83 de la Carta de la OEA y lo establecido en el Tratado Interamericano de Asistencia Recíproca (TIAR).  Asimismo, conoce de todo asunto que, de conformidad con los artículos 110 de la Carta de la OEA y 20 de la Carta Democrática Interamericana, le lleve a su atención el Secretario General de la Organización.

## Composición
Está compuesto por un representante por cada Estado Miembro nombrado especialmente por el gobierno respectivo con categoría de Embajador.  Los gobiernos pueden designar representantes suplentes, asesores y en caso necesario acreditar un representante interino.

## Presidencias y Vicepresidencia
La presidencia es ejercida sucesivamente por los representantes en el orden alfabético de los nombres en español de sus respectivos países y la vicepresidencia, en idéntica forma, siguiendo el orden alfabético inverso.  Ejercen sus funciones por un período de tres meses que comienzan automáticamente el primer día de los meses de enero, abril, julio y octubre.

## Secretario del Consejo Permanente
El Secretario General Adjunto de la Organización es el Secretario del Consejo Permanente, y de sus órganos subsidiarios, organismos y comisiones, de conformidad a lo dispuesto en el artículo 115 de la Carta de la Organización.

## Comisiones, Subcomisiones y Grupos de Trabajo
El Consejo puede crear, además, comisiones especiales, subcomisiones o grupos de trabajo que estime conveniente. 

### Comisión General

#### Funciones
De conformidad con el artículo 16 del Reglamento del Consejo Permanente, la Comisión General tiene las siguientes funciones:
- Asesorar al Consejo Permanente y a su Presidente en asuntos de la competencia del Consejo que, no habiendo sido asignados a otras comisiones, lo hubieran sido a esta comisión;
- Considerar y formular al Consejo, a su Presidente y a los presidentes de las comisiones, recomendaciones sobre el desarrollo y la coordinación de sus respectivas labores, a cuyo efecto podrá crear una subcomisión de coordinación presidida por el presidente de la Comisión e integrada por dichos presidentes;
- Examinar periódicamente, por mandato del Consejo Permanente, la práctica de los procedimientos y métodos de trabajo a fin de lograr el mejor grado de eficiencia posible y el mejor aprovechamiento del tiempo en sus actividades;
- Considerar los informes que presenten los órganos, organismos y entidades a los que se refiere el artículo 91 (f) de la Carta, exceptuándose aquellos que en este mismo Reglamento se encargan a la Comisión de Asuntos Jurídicos y Políticos. Asimismo, elevar al Consejo Permanente sus informes con observaciones y recomendaciones y los correspondientes proyectos de resolución;
- Considerar otros informes presentados por los órganos, organismos y entidades, así como los que presentan las unidades de la Secretaría General;
- Elaborar proyectos de resolución sobre los temas que le asigne el Consejo Permanente o que no correspondan a otras comisiones permanentes;
- y Las demás que le asigne el Consejo Permanente.

#### Secretario de la Comisión General
La Secretaria de esta Comisión es Amparo Trujillo.[cita requerida]

### Comisión de Asuntos Jurídicos y Políticos

#### Funciones
De conformidad con el artículo 17 del Reglamento del Consejo Permanente, la Comisión de Asuntos Jurídicos y Políticos tiene la función de estudiar los temas que sobre esos asuntos le encomiende el Consejo Permanente.
Así mismo, de conformidad con el artículo 18 del Reglamento del Consejo Permanente, la Comisión de Asuntos Jurídicos y Políticos considerará los informes del Comité Jurídico Interamericano, la Comisión Interamericana de Derechos Humanos, y la Corte Interamericana de Derechos Humanos a los que se refiere el artículo 91 (f) de la Carta. Asimismo, elevará al Consejo Permanente sus informes con observaciones y recomendaciones y los correspondientes proyectos de resolución.

### Comisión sobre Seguridad Hemisférica

#### Funciones
De conformidad con el artículo 20 del Reglamento del Consejo Permanente, la Comisión sobre Seguridad Hemisférica tiene las siguientes funciones estudiar y formular recomendaciones al Consejo Permanente sobre los temas de seguridad hemisférica, en particular para promover la cooperación en este campo, que le encomiende el Consejo Permanente o la Asamblea General por su intermedio.
Reafirmar al Consejo Permanente y a la Secretaría General los mandatos aplicables contenidos en resoluciones anteriores de la Asamblea General sobre seguridad hemisférica y mencionados en el preámbulo de esta resolución; exhortar a los Estados miembros a que continúen contribuyendo al logro de los objetivos establecidos en dichas resoluciones mediante el desarrollo y la ejecución de actividades, la presentación de informes, el intercambio de información, la adopción de medidas y políticas, así como la cooperación, el apoyo y la asistencia mutua; y encomendar a la Secretaría General que brinde el apoyo necesario a tales efectos.
Encomendar al Consejo Permanente que, por intermedio de la Comisión de Seguridad Hemisférica (CSH), y en cumplimiento de los mandatos incluidos en esta resolución, siga participando y realizando consultas e intercambiando experiencias e información con otros foros regionales e internacionales.
Reconocer el papel central de la CSH en asuntos de seguridad y defensa en el ámbito de la Organización de los Estados Americanos (OEA) y encargar al Consejo Permanente, por intermedio de la CSH, que continúe promoviendo y coordinando la cooperación entre los órganos, organismos y entidades de la Organización. 

#### Secretario de la Comisión sobre Seguridad Hemisférica
El Secretario de esta Comisión es Alejandro Aristizábal

## Sesiones
Celebra sesiones ordinarias, extraordinarias y protocolares de conformidad con su Reglamento.
- Datos: Q7169211